# Gottlieb Leberecht Crusius

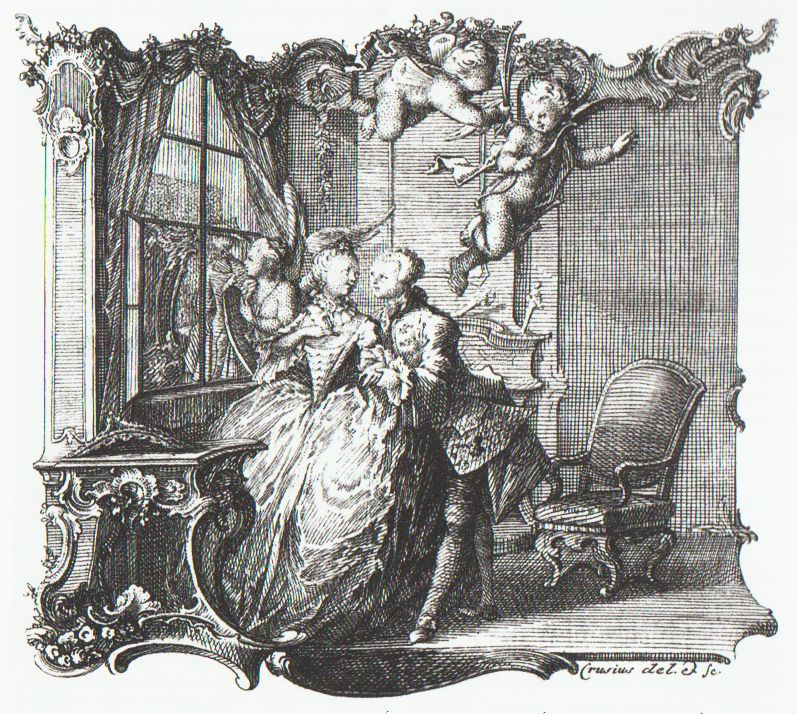
G. L. Crusius: Vignette zu Johann Peter Uz: Lyrische und andere Gedichte (1756)

Gottlieb Leberecht Crusius (* 22. September 1730 in Steinpleis; † 3. März 1804 in Leipzig) war ein deutscher Zeichner und Kupferstecher.

## Leben
Gottlieb Leberecht Crusius war der Sohn des in Steinpleis und Langenhessen tätigen Pfarrers Gottlieb Crusius (1688–1754) und dessen Ehefrau Regina Elisabeth, geb. Conrad. Sein Großvater war Johann Georg Crusius (1660–1732), Ratsherr in Chemnitz. Siegfried Leberecht Crusius (1738–1824) und Carl Leberecht Crusius (1740–1779) waren seine Brüder.
Nach kurzer Ausbildung in Zwickau kam Gottlieb Leberecht Crusius 1749 mit der Absicht zu studieren nach Leipzig, wandte sich aber bald der Kunst zu und erlernte bei Johann Martin Bernigeroth (1713–1767) und Johann Christoph Sysang (1703–1757) das Zeichnen und die Techniken der Radierung und des Kupferstichs. Ab 1753 lieferte er Vorlagezeichnungen für Kupferstiche, und 1755 fertigte er seinen ersten Kupferstich. Er stach Porträts und Buchillustrationen, so 1756 Vignetten zu dem Band Lyrische und andere Gedichte von Johann Peter Uz (1720–1796), die in ihrer Leichtigkeit den Einzug des Rokoko in den Leipziger Kupferstich markieren. er benutzte auch Zeichnungsvorlagen anderer Kollegen, so von Daniel Chodowiecki (1726–1801) und Johann Eleazar Schenau (1737–1806).
1756 war sein Bruder Carl Leberecht nach Leipzig gekommen, der anfangs von Gottlieb Leberecht unterrichtet wurde, sich aber später der Schule von Adam Friedrich Oeser  (1717–1799) anschloss.
1757 war auch Siegfried Leberecht, der zweite Bruder Gotthilf Leberechts, nach Leipzig gekommen und hatte ein Studium begonnen, das er aber abbrach. Stattdessen kaufte er 1765 eine Verlagsbuchhandlung und wurde Verleger. Bezüglich der Abbildungen seiner Bücher griff er auf die Hilfe und die nunmehr erfolgreiche Zusammenarbeit seiner Brüder zurück. Es entstanden kolorierte Kupferstiche zu wissenschaftlichen Werke und unter anderem Illustrationen zu pädagogischen Schriften von Christian Felix Weiße (1726–1804) und Joachim Heinrich Campe (1746–1818).
1766 ging Gottlieb Leberecht für drei Jahre nach Paris. Hier bildete er sich bei Johann Georg Wille (1715–1808) weiter. In der Folge entwickelte sich sein Stil nach und nach vom Rokoko zu einem edel aufgefassten Klassizismus.
Gottlieb Leberecht Crusius starb mit 73 Jahren und  wurde im Crusiusschen Familiengrab auf dem Leipziger Alten Johannisfriedhof beigesetzt.

Werksbeispiele
Amor, von der Torheit verführt. Nach L. E. Schenau
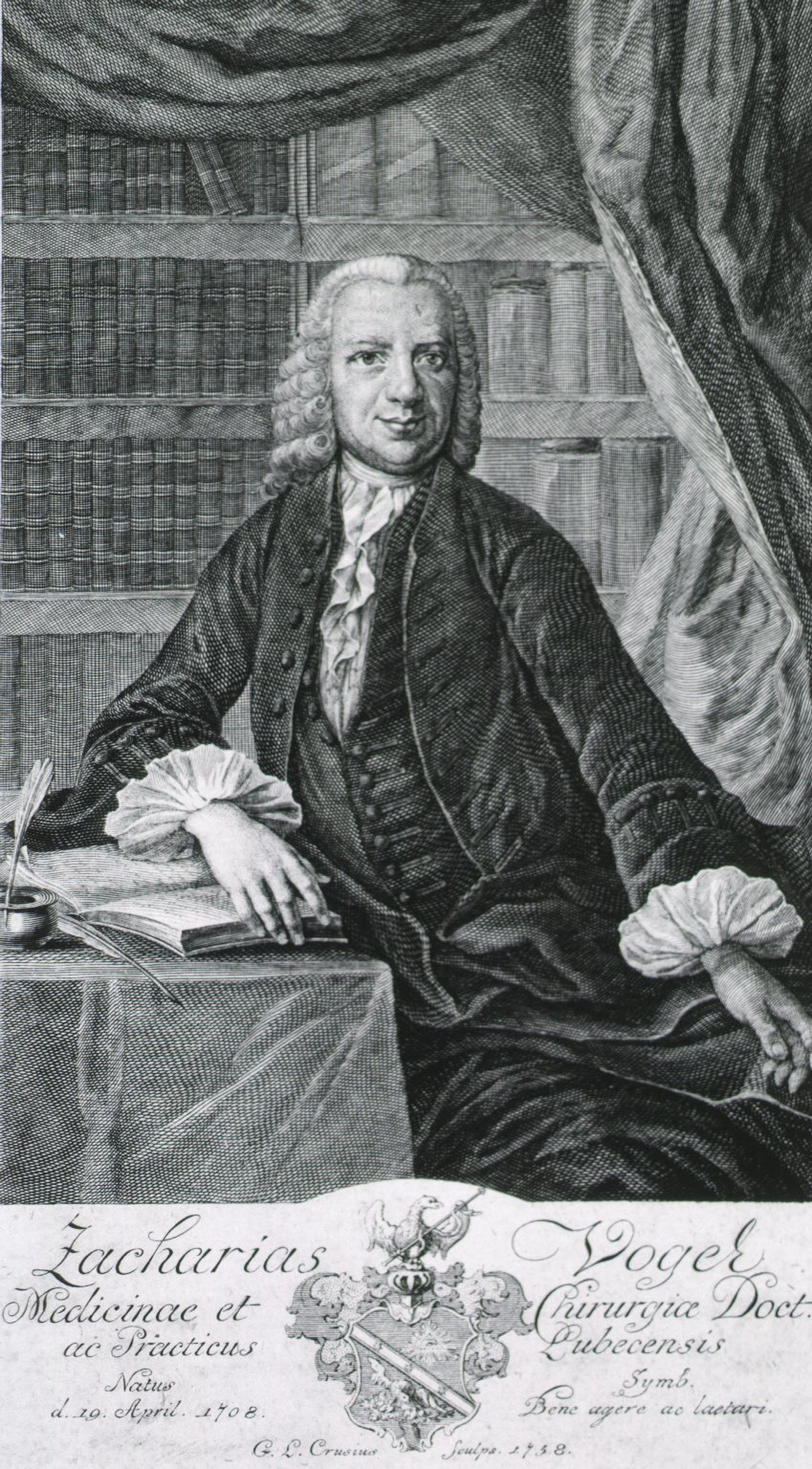
Zacharias Vogel (1758)
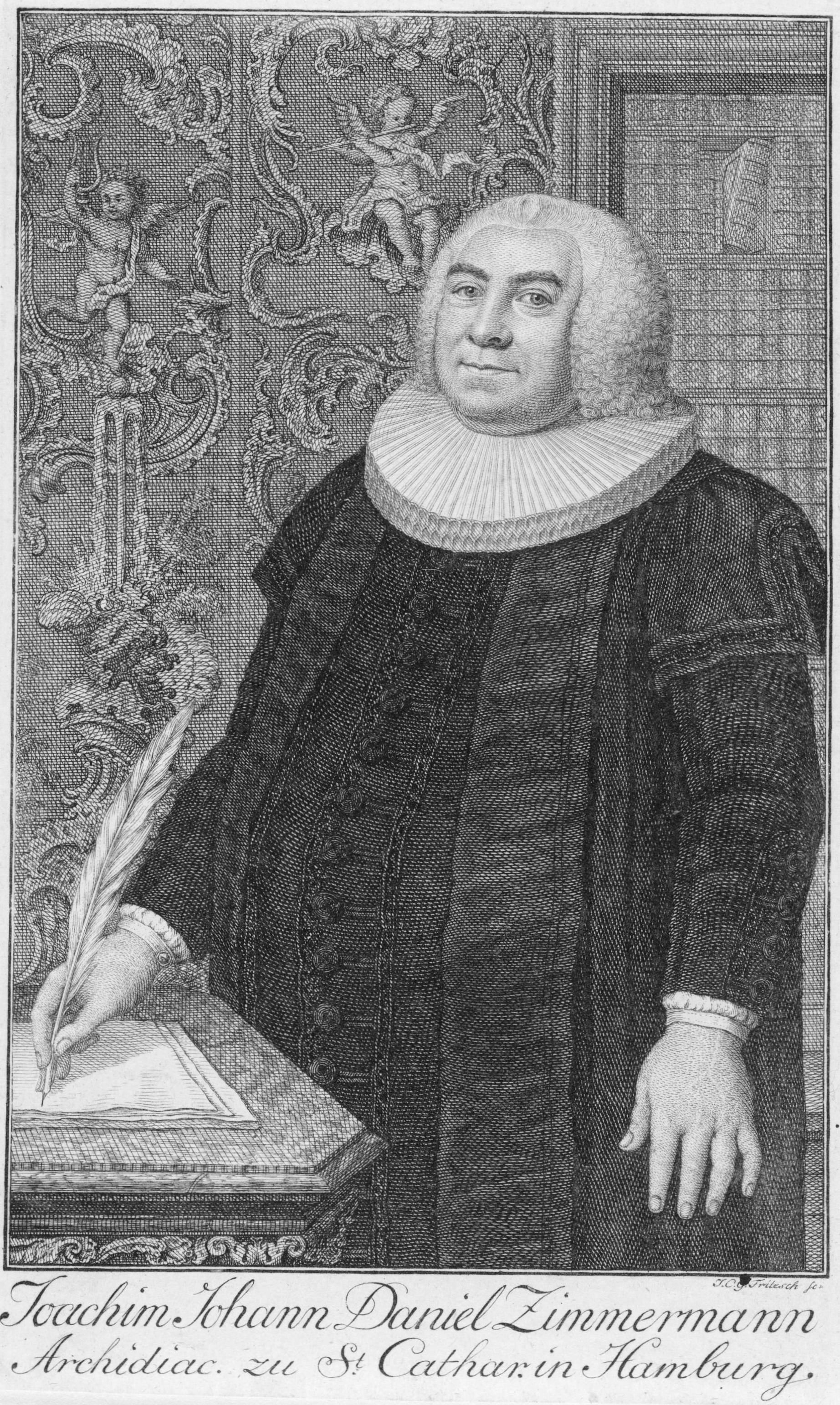
Joachim Johann Daniel Zimmermann (1758)
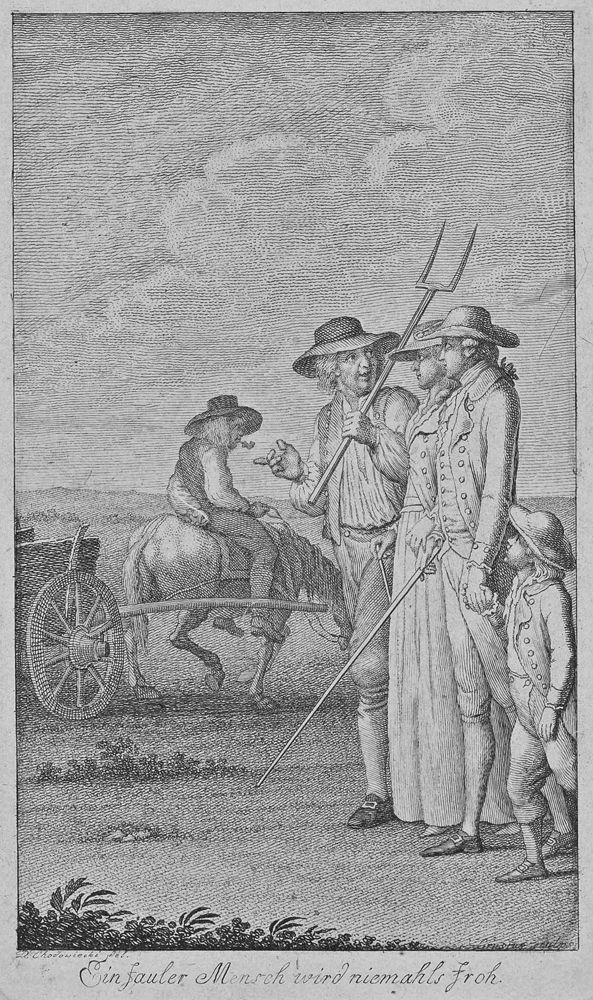
Ein fauler Mensch wird niemals froh. Nach Daniel Chodowiecki
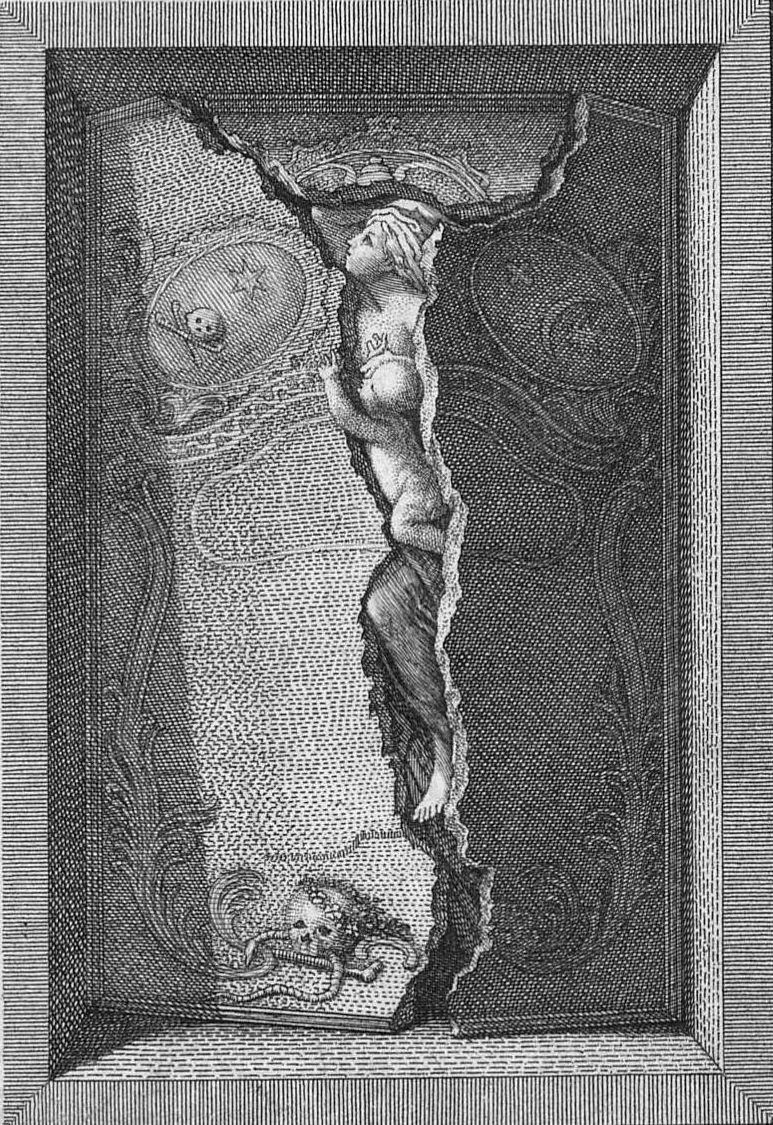
Grabmal der Maria Magdalena Langhans
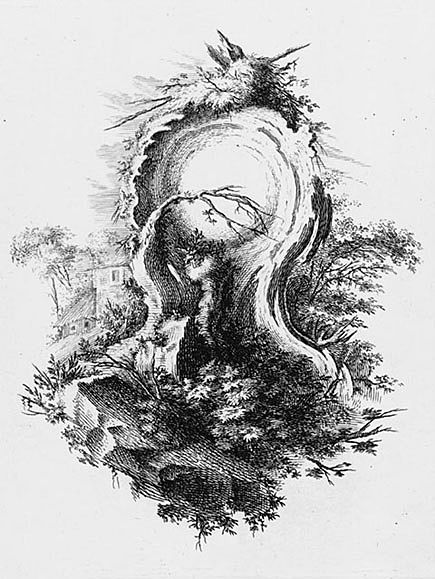
Capriccio (1762)